# Nomen dubium
Na nomenclatura zoológica, um nomen dubium (latim de "nome duvidoso", plural nomina dubia) é um nome científico que é de aplicação desconhecida ou duvidosa.
Note-se que na nomenclatura botânica a frase "nomen dubium" não tem qualquer status, embora seja informalmente usada para nomes cuja aplicação se tornou confusa. A este respeito no entanto, o seu sinônimo nomen ambiguum é de uso mais frequente. Na botânica, tais nomes podem ser propostos para a rejeição.
No caso de um nomen dubium pode ser impossível de determinar se uma amostra pertence a esse grupo ou não. Isso pode acontecer se a série original tipo (ou seja, holótipo, isotipos, síntipos e parátipos) é perdido ou destruído. Os códigos de zoológicos e botânicos permitem um espécime novo tipo, ou neótipo, a ser escolhido neste caso.
Um nome também pode ser considerado um nomen dubium se seu tipo portador do nome é fragmentário ou não apresenta características diagnósticas importantes (isto é muitas vezes o caso de espécies conhecidas apenas como fósseis). Para preservar a estabilidade dos nomes, o Código Internacional de Nomenclatura Zoológica permite que um espécime novo tipo, ou neótipo, seja escolhido para um nomen dubium neste caso.
75.5. A substituição do tipo portador do nome não identificável por um neótipo. Quando um autor considera que a identidade taxonômica de um táxon nominal de grupo de espécies não podem ser determinados a partir de seu tipo portador do nome existente (ou seja, seu nome é um nomen dubium), e estabilidade ou universalidade estão ameaçadas, assim, o autor pode solicitar à Comissão a deixar de lado sob seu poder no plenário [art. 81] o tipo portador do nome já existente e designar um neótipo.
Por exemplo, o réptil archosauria semelhante ao crocodilo Parasuchus hislopi Lydekker, 1885 foi descrito com base em um rostro pré-maxilar (parte do focinho), mas isso não é mais suficiente para distinguir um Parasuchus de seus parentes próximos. Isso fez com que o nome Parasuchus hislopi fosse considerado um nomen dubium. Paleontólogo texano Sankar Chatterjee propôs que um novo espécime tipo, a ser designado tinha que ter um esqueleto completo. A Comissão Internacional de Nomenclatura Zoológica considerou o caso e concordou, em 2003, a substituir o espécime-tipo originais pelo proposto neótipo.